# Edvard Beneš
Edvard Beneš (původním jménem Eduard; 28. května 1884 Kožlany – 3. září 1948 Sezimovo Ústí) byl československý politik a státník, druhý československý prezident v letech 1935–1948, resp. v letech 1935–1938 a 1945–1948. V období tzv. Druhé republiky (po Mnichovské dohodě ze dne 29. září 1938 do 15. března 1939) a následné německé okupace do května 1945 žil a politicky působil v exilu. Od roku 1940 až do osvobození Československa byl mezinárodně (nejen protihitlerovskou koalicí) uznaným vrcholným představitelem československého odboje a exilovým prezidentem republiky. Úřadujícím československým prezidentem byl opět v letech 1945–1948.
Po boku Tomáše Garrigue Masaryka byl Beneš jedním z vůdců prvního československého odboje a zakladatelů první Československé republiky. Než se stal prezidentem, působil v letech 1918–1935 jako ministr zahraničí. Jako prezident dvakrát abdikoval, poprvé v roce 1938 pod tlakem situace po uzavření Mnichovské smlouvy, podruhé v roce 1948 v reakci na ovládnutí státu komunistickou stranou.

## Mládí a studium
Edvard Beneš se narodil v Kožlanech na severním Plzeňsku jako nejmladší syn (10. dítě) rolníka Matěje Beneše (1843–1910), původem z Tříman, a jeho manželky Anny Petronily (1840–1909), rozené Benešové z Kožlan. Osm dětí se dožilo dospělosti. Jedním z jeho sourozenců byl pozdější politik Vojtěch Beneš, nejstarším byl Václav Beneš. Dalšími sourozenci, kteří se dožili dospělosti, byli: Regina, Jan, Barbora, Bedřich a Ladislav. V mládí studoval nejprve na českém gymnáziu na Královských Vinohradech u Prahy (v letech 1896–1904); bydlel tehdy ve Vršovicích, v bytě svého nejstaršího bratra Václava. Po maturitě studoval dále na Filozofické fakultě pražské Univerzity Karlo-Ferdinandovy. V letech 1901–1904 hrál amatérsky fotbal za mužstvo SK Slavia Praha.
Od roku 1904 studoval ve Francii na Sorbonně a Svobodné škole politických nauk (École libre des sciences politiques, dnešní Institut d'études politiques de Paris), v roce 1907 pak v Berlíně. V Paříži se roku 1906 zasnoubil s Annou Vlčkovou, která si na Benešovu žádost začala říkat Hana, a sám si změnil křestní jméno z Eduarda na Edvard. Francouzská studia Edvard Beneš završil roku 1908 na právnické fakultě v Dijonu doktorskou prací na téma Problém rakouský a otázka česká. Studie o politických bojích slovanských národů v Rakousku. Tento diplom mu však pražská univerzita neuznala. V roce 1909 pak v Praze složil rigorózní zkoušky a získal titul doktora filosofie (práce na téma Původ a vývoj moderního politického individualismu). V témže roce mu v lednu zemřela matka a 6. listopadu uzavřel sňatek s Annou (Hanou) Vlčkovou. Svatba se konala na Královských Vinohradech v kostele svaté Ludmily. V matrice jsou křestní jména snoubenců zapsána jako Eduard a Anna. Manželství zůstalo bezdětné. Teprve v roce 1919 čekali manželé Benešovi dceru, Hana ale dítě nedonosila.
Beneš vyučoval tři roky na obchodní akademii v Praze; současně se pokoušel studovat práva (nejprve na české, pak na německé právnické fakultě), studia však nedokončil (až v roce 1945 Beneš obdržel čestný doktorát práv). Od roku 1912, poté, co se habilitoval v oboru filosofie, přednášel jako docent na Filozofické fakultě Univerzity Karlo-Ferdinandovy. Za Rakouska neměly ani česká univerzita ani její Filozofická fakulta svou vlastní budovu. Přednášky i semináře se tedy musely konat na různých místech v Praze, proto Beneš přednášel v Krakovské ulici, v Klementinu či v Kaulichově domě.

## Politická činnost

### Politické formování
Na začátku jeho studií a prvního politického formování se cítil jako ideový příznivce sociální demokracie, ve které působil také jeho bratr Vojta Beneš. V době před odjezdem na studia do Paříže se v roce 1904 stal přispěvatelem sociálně-demokratických deníků Právo lidu a Rovnost. Po jeho návratu ze studií v Paříži v roce 1908 se však pod vlivem profesora T. G. Masaryka poprvé zapojil do stranického života jeho České strany pokrokové. V rámci strany se jako sociolog vyjadřoval k veřejnému životu a např. projevoval kritiku běžné stranické politiky známou z tehdejších silných politických stran. Prosazoval program založený na striktně vědeckých základech. Ve straně se mimo jiné podílel na stranickém volebním programu.

### První československý odboj
Po začátku první světové války organizoval Beneš vnitřní odboj (Maffie – český výbor odboje proti Rakousko-Uherské monarchii). Zajišťoval spojení odboje s T. G. Masarykem ve Švýcarsku. Dne 1. září 1915 odešel do zahraničí, kde spolupracoval s Masarykem a se Slovákem (tehdejším francouzským leteckým důstojníkem) Milanem Rastislavem Štefánikem. Hana Benešová zůstala v Čechách, a kvůli politickým aktivitám manžela byla rakouskými úřady několikrát uvězněna.
Pro úspěch celé revoluční akce, tedy pro rozbití Rakouska-Uherska a dosažení samostatnosti Čechů a Slováků (v té době byl používán termín „československý národ“) byl důležitý fakt, že Masaryk, Beneš a Štefánik měli ze svých dřívějších pobytů nejen v zemích Dohody, ale i v Americe, Rusku a v jiných zemích potřebné znalosti tamějších poměrů a celkové politické situace ve světě.

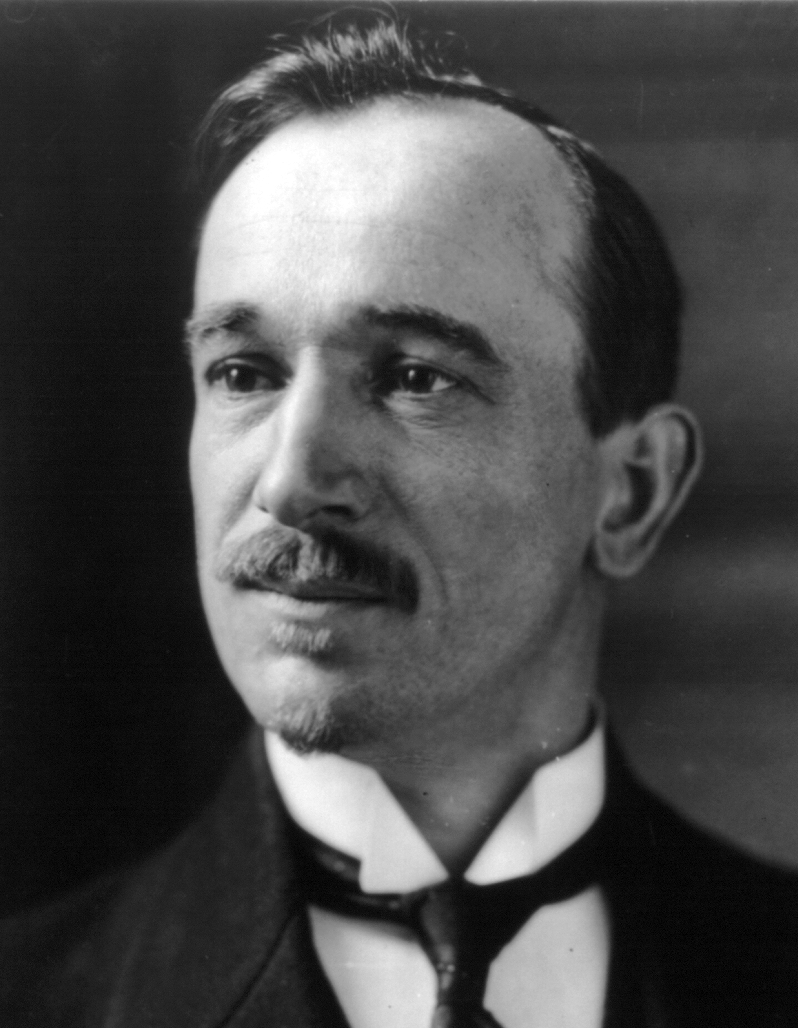
Beneš v roce 1919

 Edvard Beneš byl sice ze tří hlavních vůdců československého zahraničního odboje nejmladší, ale získal mnoho zkušeností za svého předchozího pobytu ve Francii, za několikaměsíčního pobytu v Londýně a také za ročního pobytu v Německu několik let před válkou. I po dočasném návratu domů se věnoval dalšímu soustavnému studiu poměrů v cizině. Po příchodu do Paříže organizoval Beneš zahraniční protirakouský odboj a reorganizoval kurýrní službu pro spojení s Maffií. Uspořádal cyklus přednášek o Slovanstvu na pařížské Sorbonně a propagoval československý politický program řadou článků ve francouzských novinách. V roce 1916 se Edvard Beneš podílel na ustanovení Československé národní rady, v níž zastával místo generálního tajemníka. Společně se Štefánikem získal souhlas dohodových mocností se zakládáním československých vojenských jednotek a přispěl tak ke vzniku samostatných Československých legií ve Francii, Rusku a Itálii, které se úspěšně zapojily do bojů první světové války. Důležitým výsledkem Benešovy diplomacie bylo uznání Československé národní rady jako představitele nového státu Francií, Velkou Británií a Itálií.

### Ministr zahraničí
Koncem října 1918 se zúčastnil jednání zástupců domácího i zahraničního odboje v Ženevě o budoucí podobě státu. Po vyhlášení svrchovanosti Československé republiky 28. října roku 1918 byl jmenován ministrem zahraničí ve vládě Karla Kramáře. Z Francie domů se však vrátil až 24. září 1919 po svých úspěšných jednáních na Pařížské mírové konferenci, kde zajistil nové hranice státu vůči Německu, Rakousku a Polsku. Během sedmidenní války s Polskem o Těšínsko v lednu 1919 nastal jeden z řídkých sporů mezi Benešem a Masarykem. Zatímco Masaryk podporoval ozbrojený vstup na Těšínsko, Beneš naopak v Paříži vnímal nevoli vedoucích států Dohody k tomuto vstupu a byl proto proti němu.
Pro pozdější zahájení jednání o smlouvě s Maďarskem pověřil dalším zastupováním Československa Slováka Štefana Osuského, mimořádného a zplnomocněného vyslance ČSR na Pařížské mírové konferenci (viz též Pařížská mírová konference, 1919), vypracováním celé smlouvy o hranicích s Maďarskem. Podepsána byla dne 4. června 1920 v paláci Velký Trianon v zámku Versailles poblíž Paříže (tzv. Trianonská smlouva).
Edvard Beneš také pomáhal zakládat Společnost národů, byl její místopředseda, člen Rady a v roce 1935 předseda. Prosazoval politiku kolektivní bezpečnosti. Od počátku se orientoval na poválečnou evropskou velmoc Francii, s níž v roce 1924 Československo uzavřelo spojeneckou smlouvu, a na země Balkánu, Rumunsko a Jugoslávii, s nimiž smluvně vytvořil obranný systém, tzv. Malou dohodu. Samotného Beneše nicméně trápil fakt, že zatímco Československo uznávalo Sovětský svaz (nikoli však de iure, k tomu došlo až roku 1934); Rumunské vztahy s východním sousedem byly velmi špatné a jugoslávsko-sovětské vztahy v podstatě neexistovaly, neboť Království Jugoslávie SSSR neuznávalo.

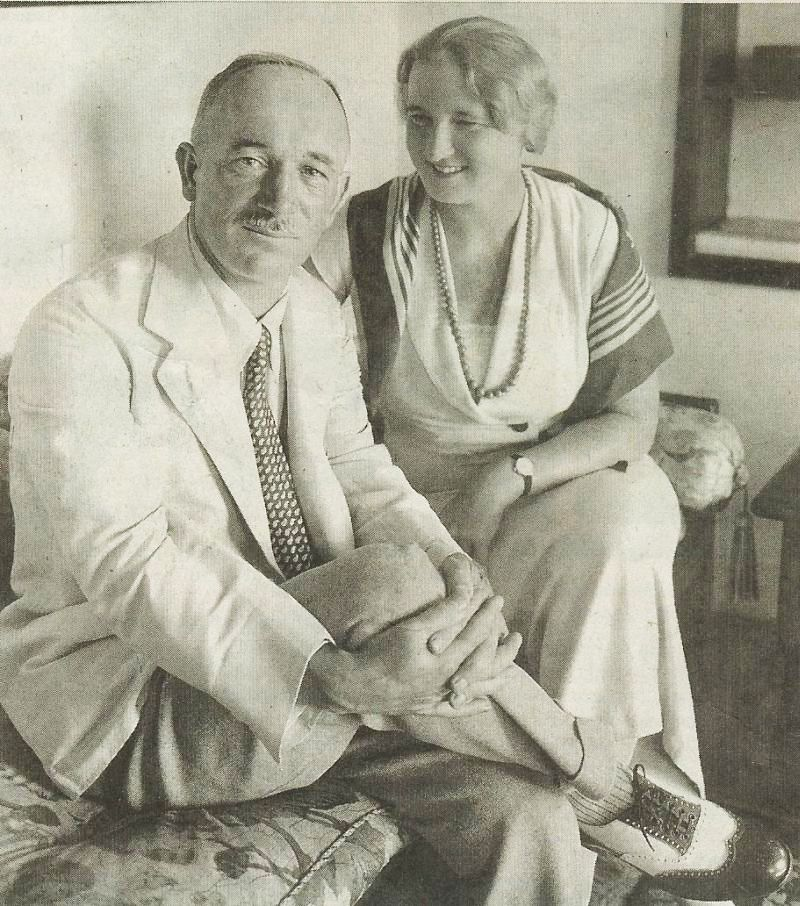
Edvard Beneš s chotí 1934

V letech 1921–1922 zastával Edvard Beneš funkci československého předsedy vlády (viz vláda Edvarda Beneše), poslancem parlamentu byl v letech 1919–1926 a 1929–1935. Byl členem a místopředsedou tehdejší České strany národně sociální a významně ovlivňoval její politiku.
Coby ministr zahraničí navštěvoval Beneš často Ženevu v souvislosti s jednáním Společnosti národů. V roce 1932 se zde zúčastnil konference o konvenci o odzbrojení. Po návratu upozornil ministra národní obrany Bohumíra Bradáče a náčelníka Hlavního štábu armády Jana Syrového, že skončí-li konference neúspěchem, lze v roce 1936 nebo 1937 očekávat politickou a vojenskou krizi, na kterou musí být armáda připravena. Přislíbil, že na posílení armády sežene finanční prostředky.

### Druhý prezident první republiky
Po abdikaci T. G. Masaryka a po obtížných parlamentních jednáních byl Beneš zvolen 18. prosince 1935 druhým prezidentem Československé republiky. Pro zvolení Beneše hlasovali i někteří poslanci KSČ a HSĽS.
Ve stejném roce uzavřelo Československo Benešovým prostřednictvím spojeneckou smlouvu se Sovětským svazem (po jeho přijetí do Společnosti národů) a s Francií. Vojenskou pomoc Sovětského svazu v případě konfliktu ovšem smlouva vázala na předchozí pomoc Francie. O samotné smlouvě mluvil i v rozhovoru pro sovětský deník Pravda, s tím, že ji považoval za symbol návratu Ruska do Evropy. Všechna média v SSSR dohodu s Československem, kterou Beneš podepsal, vřele vítala. Sám Beneš se neobával, že by jeho kroky vůči SSSR ohrožovaly pozici Československa, nebo jej snad příliš přibližovaly k jeho vlivu. Byl přesvědčen, že vše, co činí, činí stejně tak, jako je tomu v případě Francie.

### Abdikace a odlet do Londýna

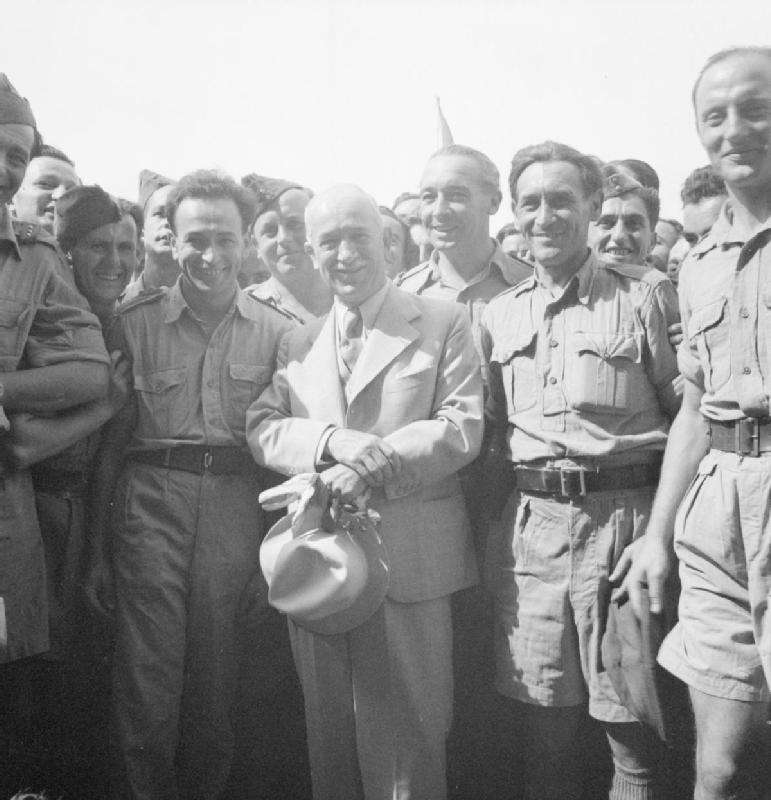
Edvard Beneš s československými příslušníky RAF po jejich návratu ze Středního východu, cca 1943

Dne 5. října 1938, po přijetí Mnichovské dohody, Beneš na nátlak Němců abdikoval na funkci prezidenta. Nechal si převést nejméně milion korun v britských librách na konto v londýnské bance, a 22. října 1938 s manželkou do Londýna odletěl. Jednalo se o první Benešovu cestu letadlem. Chamberlainova vláda si vymínila, že Beneš nebude v Londýně politicky aktivní, s čímž souhlasil, neboť měl v úmyslu přesunout se do Chicaga, kde měl přislíbeno místo profesora politických věd na Chicagské univerzitě.
Londýn zvolil proto, že byl zklamán postojem Francie, která doposud představovala stěžejní oporu jeho zahraniční politiky.[zdroj?] Naději na zvrat situace vkládal do spolupráce Velké Británie a Spojených států.[zdroj?]
Beneš po příchodu do Londýna obnovil kontakty s britskými přáteli a příznivci nezávislosti Československa (Henry Wickham Steed, Robert Hamilton Bruce Lockhart, Robert William Seton-Watson). Zároveň udržoval a prohluboval konspirativní spojení s domovem. Již 14. listopadu 1938 ho v Putney navštívil advokát Jaroslav Drábek, zástupce Politického ústředí, jedné z klíčových formujících se skupin domácího odporu. Beneš během prvních měsíců v exilu dbal, aby dodržel závazek, že na britské půdě bude vystupovat jako soukromá osoba. Zdržel se prohlášení, politických aktivit, odmítal veřejně komentovat činy a kroky britské a francouzské vlády, stejně tak vlády v Praze.[zdroj?]

### Působení v USA a obnovení veřejné politické činnosti
Dne 2. února 1939 E. Beneš s manželkou odplul ze Southamptonu lodí SS Washington do New Yorku, kde ho osobně přivítal a podpořil starosta Fiorello H. La Guardia. Po okupaci zbytku Československa a vyhlášení Slovenského státu zaslal protest proti německé okupaci Čech a Moravy vládám hlavních světových mocností.
Od února do července 1939 přednášel jako hostující profesor na Chicagské univerzitě (cyklus přednášek Modern Democracy); zároveň zde učinil první kroky k utvoření zahraničního odboje. 18. března 1939 vystoupil s prvním politickým projevem po odchodu do exilu. V něm konstatoval, že v Evropě je válka a varoval, že „celý svět je v nebezpečí, že bude zničena všechna koncepce lidské mravnosti rozbitím všech vznešených pojmů poctivosti a slušnosti“.[zdroj?] Zároveň Beneš cestoval a navázal úzký kontakt s řadou krajanských organizací v řadě amerických měst: vedle Chicaga, kde žila nejpočetnější česká menšina v USA, to byl Pittsburgh, Detroit či Minneapolis. Dne 18. dubna 1939 Beneš v Chicagu oznámil zástupcům několika českých a slovenských krajanských organizací, že přijímá jejich výzvu, aby se ujal vedení československého zahraničního odboje. Dne 28. května 1939 přijal Beneše americký prezident F. D. Roosevelt k soukromému a před tiskem utajenému rozhovoru (Roosevelt nechtěl popudit americké izolacionisty) ve svém letním sídle, schůzka trvala více než tři hodiny. Dne 31. května 1939 Beneš slavnostně otevřel československý pavilon na Světové výstavě v New Yorku. Znovu se při té příležitosti setkal se starostou La Guardiou. Dne 12. července 1939 manželé Benešovi odpluli z USA a vrátili se do Londýna. Winston Churchill v Londýně 27. července 1940 na Benešovu počest uspořádal slavnostní oběd, kterého se účastnilo asi 40 předních britských osobností (např. Lloyd George, Anthony Eden nebo Basil Liddell Hart). Churchill slíbil Benešovi odčinit zločin na Československu.

### V čele zahraničního odboje

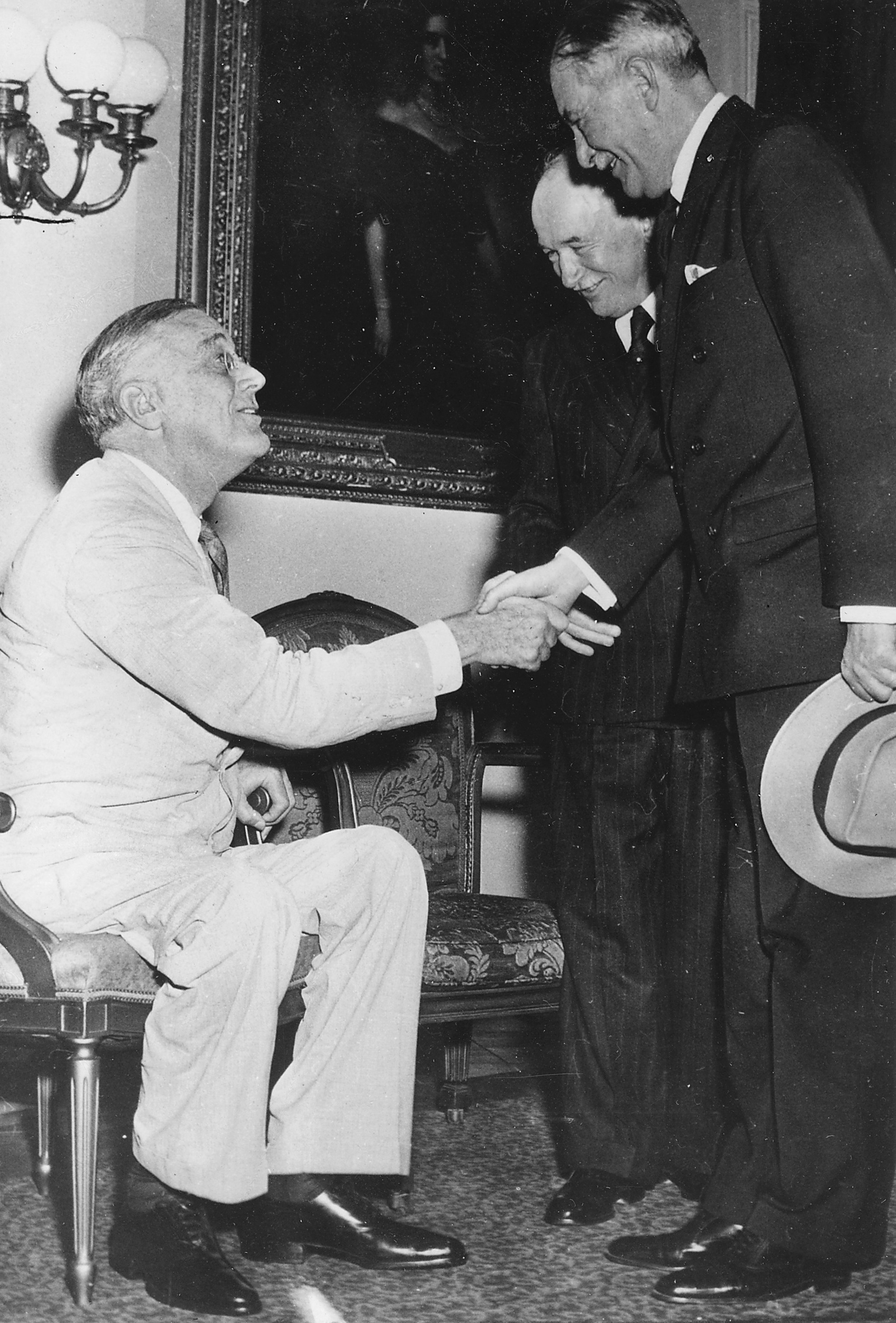
Beneš a americký prezident Franklin D. Roosevelt v roce 1943

Beneš se postupně stal vůdčím představitelem československého zahraničního odboje i přes spory s některými dalšími exilovými představiteli (např. Štefan Osuský nebo Milan Hodža). Čs. exilová vláda byla Velkou Británií prozatímně uznána v červenci 1940, plného uznání Beneš dosáhl 18. července 1941, kdy SSSR i Velká Británie definitivně uznaly československou exilovou vládu.
Jako vedoucí představitel zahraničního odboje se Beneš účastnil diskuzí o budoucím osudu sudetských Němců v ČSR. Sám nejprve navrhoval pouze menší úpravy hranic a částečný transfer německého obyvatelstva. Tyto jeho návrhy byly odmítnuty vojenským odbojem v protektorátu, pod jehož vlivem se diskuze o budoucím odsunu Němců radikalizovaly.[zdroj?] Benešova vláda postupně prosadila u spojeneckých velmocí odsun naprosté většiny sudetských Němců, což mocnosti potvrdily na postupimské konferenci. V Londýně došlo i ke sporu s vedoucím představitelem sudetoněmeckého sociálně-demokratického exilu Wenzelem Jakschem, jehož předmětem byl možný odsun Němců z ČSR, Jakschův názor na platnost mnichovské dohody a rukování sudetských Němců v Británii do československé zahraniční armády. V červnu 1942 Velká Británie vyslovila předběžný souhlas s odsunem německého obyvatelstva z Československa po skončení války, přestože  otázka samotného vysídlení Němců a Maďarů z Československa, resp. ostatních německých minorit z řady dalších evropských zemí nebyla odvislá od národních postojů těchto států, ale od jednání velmocí, které se problematikou masivních přesunů německého obyvatelstva v rámci Evropy intenzivně zabývaly od r. 1943 (Moskevská konference ministrů zahraničí v Moskvě a Teheránská konference v roce 1943).[zdroj?] Konečnou mezinárodní legitimitu pro tyto přesuny stanovila Postupimská konference v r. 1945 (Článek XIII). Ústavní dekret č. 33/1945 Sb. o úpravě československého státního občanství osob národnosti německé a maďarské, vydaný 2. srpna 1945, který se jako jediný z dekretů prezidenta republiky vysídlení Němců a Maďarů týkal, a to nepřímo, byl vydán v návaznosti na Rozhodnutí velmocí v Postupimi. Dekret aplikoval princip individuální odpovědnosti (nikoliv kolektivní viny). V právní rovině se nevztahoval na veškeré německé a maďarské obyvatelstvo (výjimku tvořili tzv. antifašisté, smíšené rodiny a dále životně důležití odborníci v průmyslu). Jeho realizace v praxi však mnohdy prvky uplatnění principu kolektivní viny naplňovala.[zdroj?]
Mezitím v okupované vlasti získal Beneš značnou podporu obyvatelstva, a to i přes to, že byl zpočátku kritizován[zdroj?] za opuštění Československa po Mnichovské dohodě.
Edvard Beneš se v exilu snažil budoucí ČSR pojistit spojeneckými smlouvami s hlavními spojeneckými mocnostmi. Kromě smlouvy s Británií a Francií šlo zejména o novou smlouvu se SSSR uzavřenou v prosinci 1943. Beneš považoval Sovětský svaz za nového garanta poválečné bezpečnosti Československa. Uvěřil, že Stalin chce Sovětský svaz demokratizovat, ochrání Československo před německou rozpínavostí, a že pomůže udržet na uzdě československé komunisty. Prosazoval, aby Československo mělo po válce společnou hranici se Sovětským svazem. Západní vlády se v prvních letech války stavěly k myšlence poválečného obnovení Československa rezervovaně, zatímco Stalin počítal s jeho obnovou v předmnichovských hranicích.
Smlouva se Sovětským svazem se stala předmětem silné kritiky, zda neposouvá ČSR příliš do sovětské sféry vlivu. Smlouva byla výrazem nové zahraničněpolitické orientace československé zahraniční vlády na SSSR.
Během pobytu v Moskvě Beneš také začal jednat s představiteli exilové Komunistické strany Československa o poválečné podobě Československa (viz též článek Heliodor Píka). Uzavřením této smlouvy se Beneš nicméně pokoušel získat podporu Sovětského svazu pro obnovu Československa po skončení války.

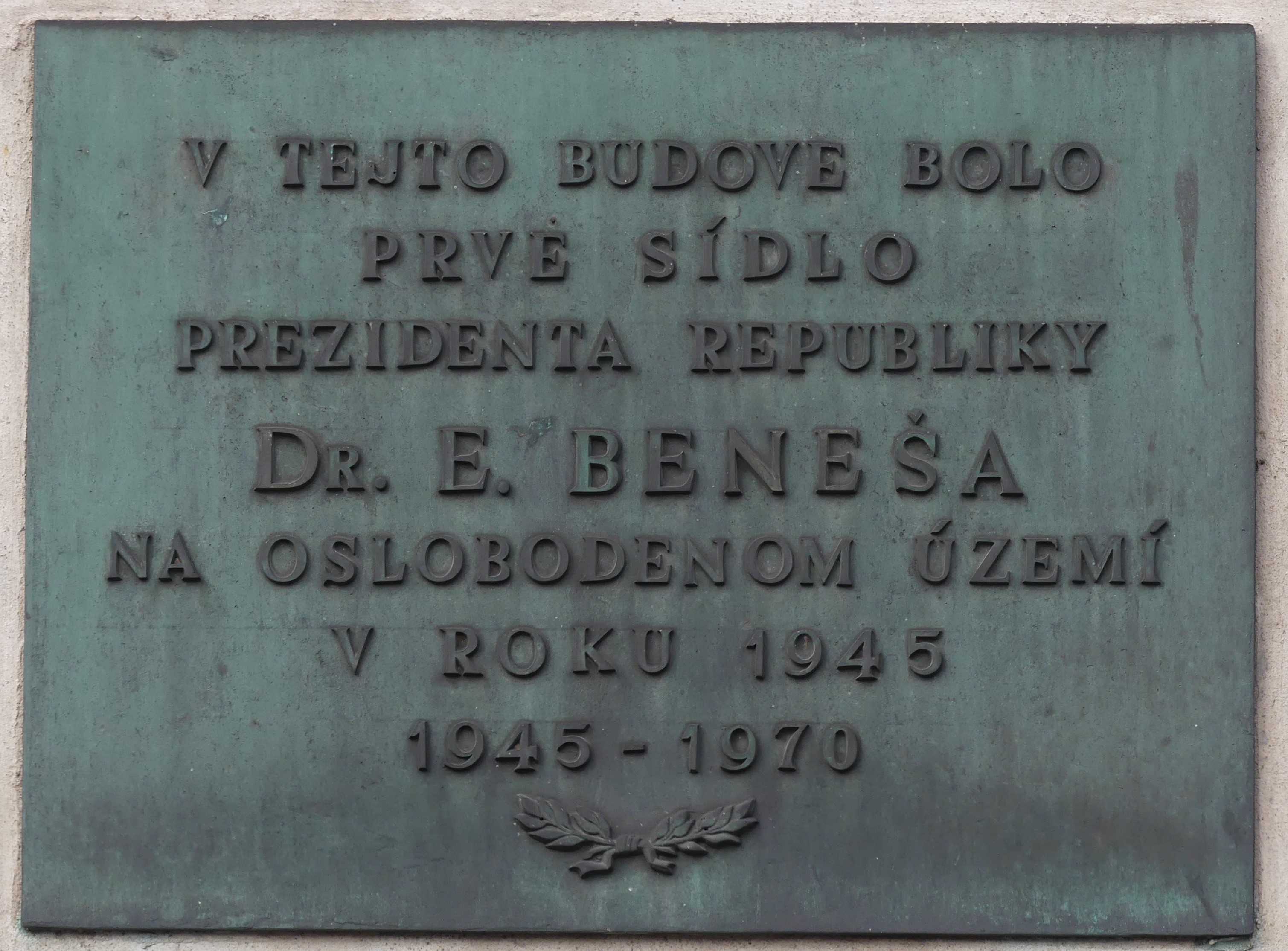
Pamětní deska v Košicích připomínající pobyt Edvarda Beneše v roce 1945.

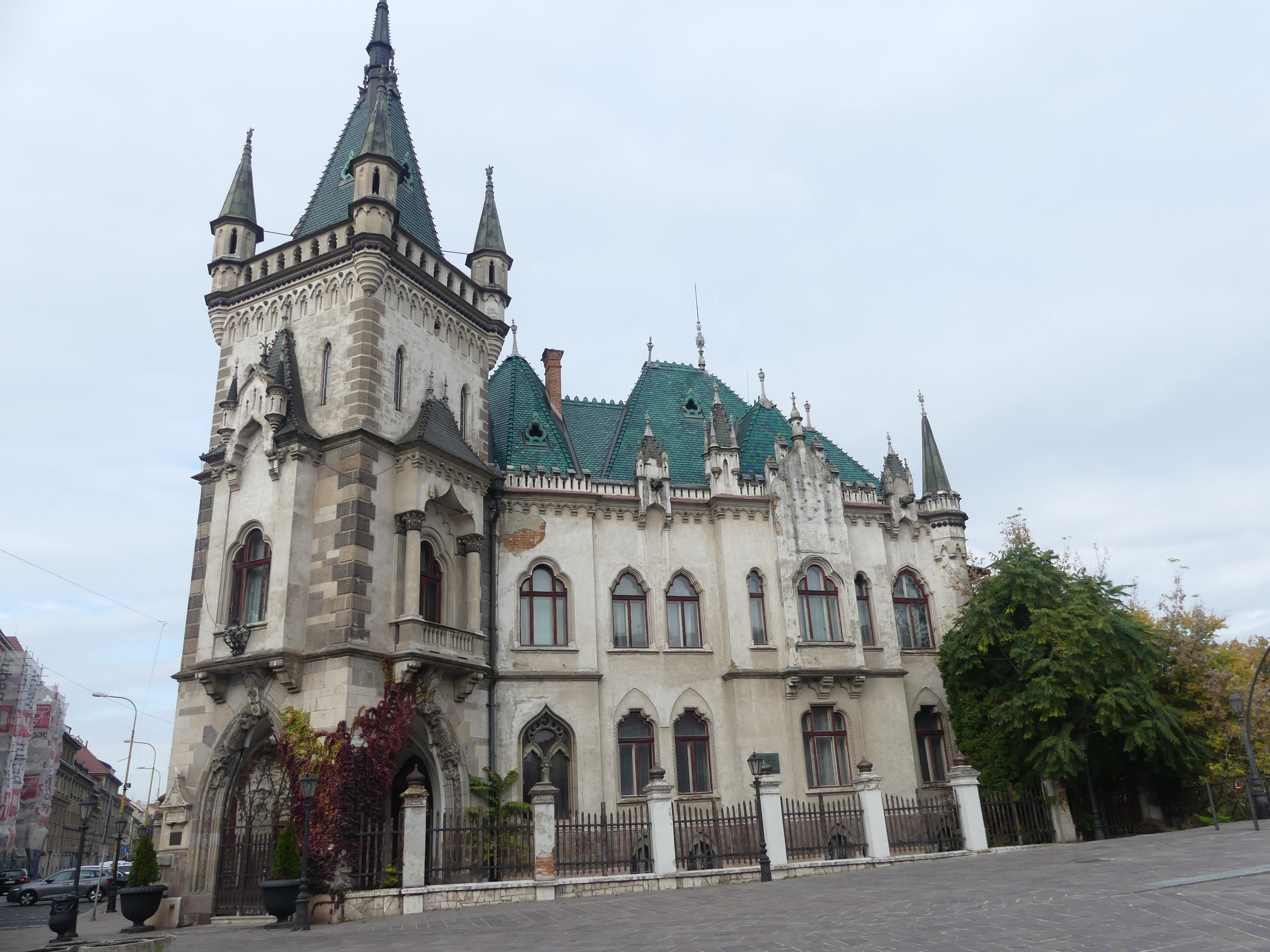
Dům pobytu Edvarda Beneše v Košicích roku 1945.

Na jaře roku 1945 Beneš odcestoval přes Moskvu na osvobozené území republiky; v dubnu ve slovenských Košicích jmenoval první poválečnou vládu. Aby oslabil pozici komunistů, požadoval, aby Prahu osvobodila Armáda Spojených států amerických, nikoliv Sovětský svaz. Američané ale tento požadavek odmítli. Když v květnu 1945 vstoupila 3. americká armáda generála Pattona do západních Čech, přivítal to s nadšením. Doufal, že by Američané mohli dorazit do Prahy dříve než Sověti, to se ale nestalo.

### Třetí republika (1945–1948)

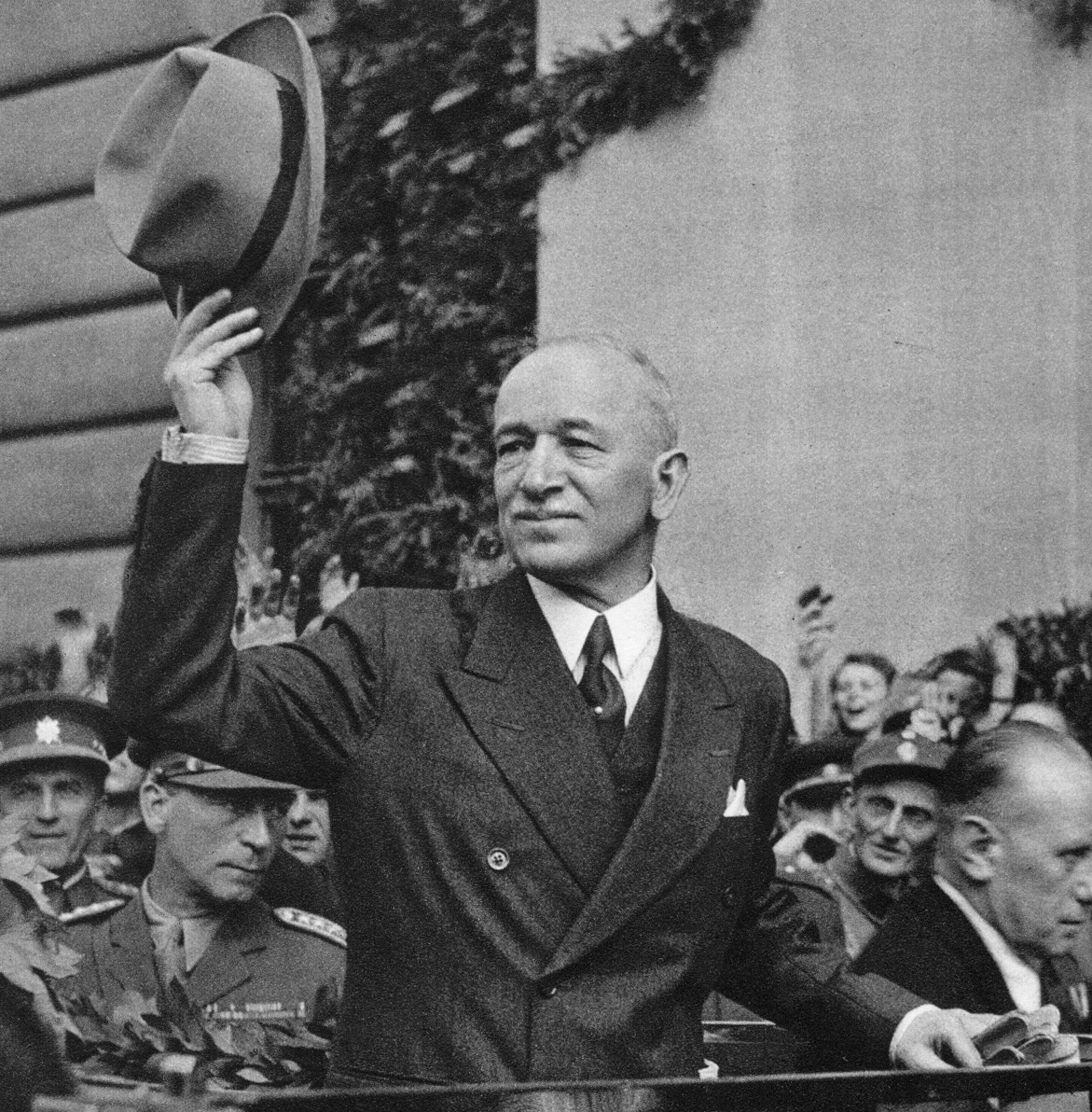
Edvard Beneš v Praze po návratu z Velké Británie 16. května 1945

16. května přijel Beneš do Prahy, kde začal znovu vykonávat úřad prezidenta republiky. 28. října 1945 byl ve funkci prezidenta potvrzen, a následně dne 19. června 1946 znovu zvolen.
Po dobu okupace a neexistence parlamentu vydávala exilová vláda v době ústavní nouze prezidentské dekrety, jež Beneš jako nejvyšší činitel spolupodepisoval - z tohoto důvodu jsou po něm zjednodušeně, nepřesně a neodborně nazývány „Benešovy dekrety“. Podle ústavního dekretu prezidenta republiky č. 2 ze dne 15. října 1940 o prozatímním výkonu moci zákonodárné (publikován pod č. 20/1945 Sb.) byly dekrety prezidenta republiky vydávány na základě návrhu vlády a zpravidla po slyšení Státní rady jako svébytného poradního politického orgánu. Dekrety byly vždy spolupodepisovány předsedou vlády a ministry pověřenými jejich provedením. Veškeré dekrety, včetně těch, které se týkaly konfiskace majetku Němců, Maďarů, zrádců a kolaborantů, ztráty čs. občanství a jiných práv občanů německé a maďarské národnosti (tudíž nepřímo vysídlení), a také znárodnění většiny československého průmyslu, bank a pojišťoven bez náhrady, byly ústavním způsobem potvrzeny a jsou platnou součástí českého právního řádu (Nález ústavního soudu České republiky č. 5/1995 Sb. z r. 1995). Ústavní soud potvrdil jejich platnost v době vzniku a jejich závaznost, tzn. že jimi nastolené změny zůstávají zachovány. Zkoumat, zda zůstávají platnou součástí českého právního řádu, odmítl, neboť jsou už právně neúčinné. Z pohledu některých organizací vyhnanců v Německu a Rakousku, především Sudetendeutsche Landsmannschaft, dekrety zůstávají nadále kontroverzním tématem.
Po obnovení Československa vznikla nová politická situace. Existovaly sice nadále různé politické strany, byly však sdružené v Národní frontě. V parlamentních volbách 1946 dosáhly Komunistická strana Československa a zčásti Komunistická strana Slovenska velkého úspěchu (na Slovensku vyhrála volby Demokratická strana). Připadlo na ně 114 poslaneckých mandátů z celkového počtu 300 míst v Národním shromáždění, tedy 38 %. V důsledku toho byl předseda KSČ Klement Gottwald jmenován a zvolen novým předsedou československé vlády. To vše, spolu se vzrůstajícím vlivem Sovětského svazu v zemi, také díky uzavřené smlouvě se SSSR, směřovalo ke konci demokracie a udržení nezávislosti československého státu. K vítězství komunistů přispěl i zákaz agrární strany, čímž byl venkov vehnán do náruče komunistů. Na tom měl svou část viny i prezident Beneš. Beneš byl sám zklamán z vývoje situace na Slovensku, kde se začal ustalovat systém dvou politických stran.
V době jeho výkonu funkce od roku 1945 do roku 1948 bylo vyneseno 730 rozsudků smrti. Jednalo se o rozsudky na základě dekretu o potrestání nacistických zločinců, zrádců a jejich pomahačů z 19. června 1945.

### Únorová krize, abdikace a smrt

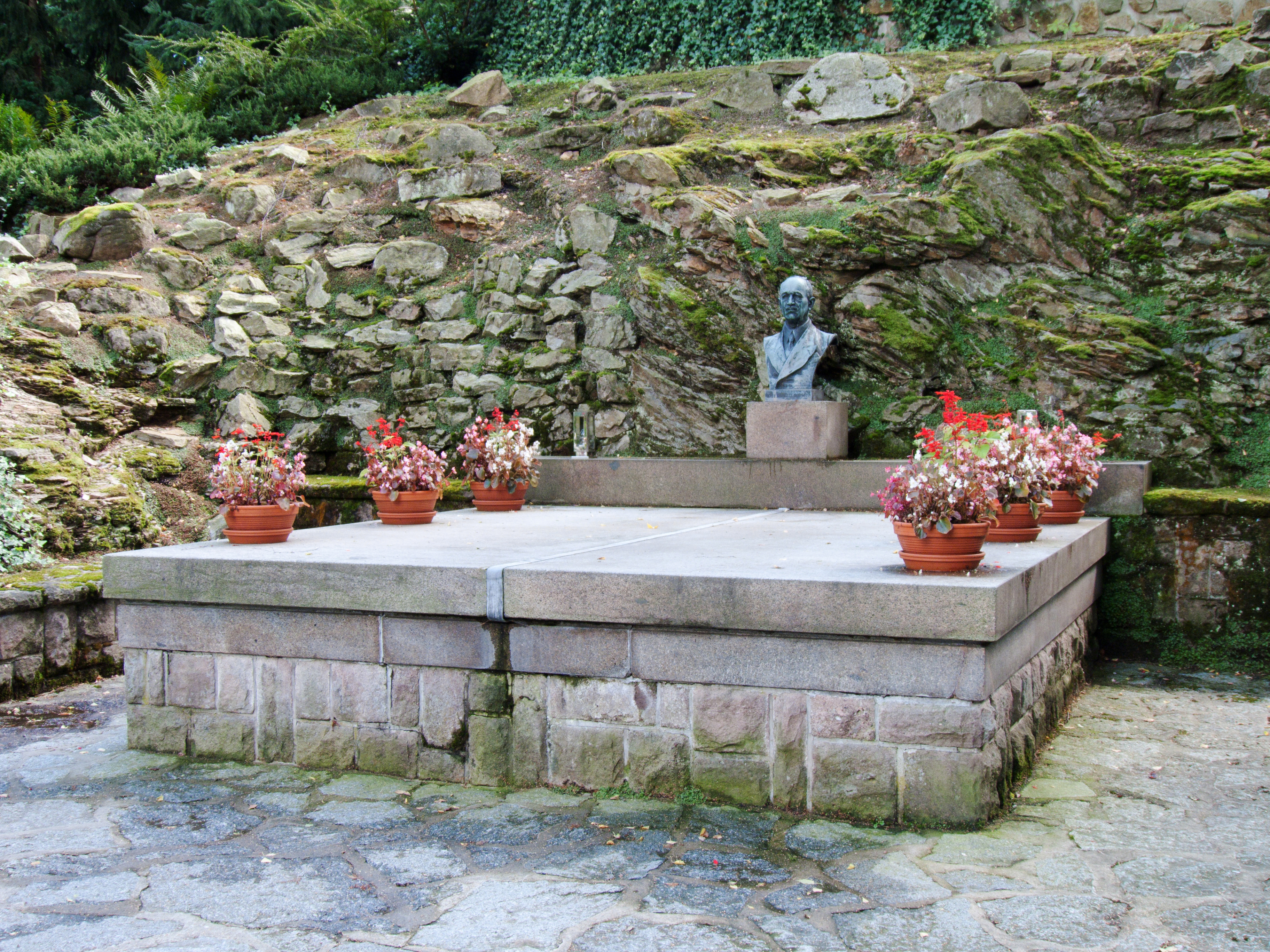
Hrobka manželů Benešových v Sezimově Ústí

Dne 20. února 1948 podalo demisi 12 ministrů nekomunistických stran, 25. února podali demisi další dva ministři (z 26členné vlády). Tímto krokem chtěli ministři buď donutit komunisty, aby se podřídili vládě, anebo vyvolat krizi, kterou by řešilo jmenování úřednické vlády a vypsání předčasných voleb. Konečnou příčinou k podání demise bylo náhlé obsazení všech vedoucích míst ve Sboru národní bezpečnosti (policie) komunisty. Většina představitelů demokratických sil spoléhala, že se za ně Beneš postaví a demisi nepřijme. Nekomunistické strany Národní fronty měly v té době omezené komunikační nástroje, komunisté ovládali rozhlas (ministerstvo informací) a díky přídělu papíru se snažili dlouhodobě omezovat prodemokratický tisk. Ve svém tisku předáci nekomunistických stran místo mobilizace vlastních příznivců vyzývali ke klidu a ujišťovali, že se nic nestane. Věřili v legální, ústavní a parlamentní řešení únorové krize. Jediný kdo se proti tlaku komunistů v tzv. únorové krizi roku 1948 otevřeně v Praze postavili, byli studenti, kteří byli při druhém pochodu na Hrad následně surově zbiti v Nerudově ulici. Komunisté v té době ovládali Sbor národní bezpečnosti (policie), většinu armády a sdělovací prostředky (vydali zákaz dovozu zahraničního tisku). Beneš demisi ministrů po komunistickém nátlaku 25. února 1948 přijal a pověřil předsedu KSČ Klementa Gottwalda opětovným sestavením vlády, která pak vznikla již zcela pod komunistickým vedením. Podle českého historika Václava Vebera tak prezident Beneš učinil údajně v rozporu s ústavou, podle které měl vyhlásit nové volby při rezignaci nadpoloviční většiny ministrů, tj. 14.
V té době byl už Beneš ovšem velmi vážně nemocen. Dlouhodobě trpěl Ménierovou nemocí a častými migrénami. Již v roce 1943 jej v Londýně postihlo mozkové krvácení.[zdroj?] V listopadu 1944 utrpěl poprvé cévní mozkovou příhodu, na jaře 1945 podruhé. Když ho v roce 1945 v Praze navštívil předseda národních socialistů Petr Zenkl, byl Benešovým tělesným i duševním stavem zděšen.[zdroj?] V červenci 1947 jej postihl záchvat mrtvice; od té doby musel být pod stálým lékařským dohledem. Počátkem roku 1948 musel chodit o holi, trpěl nesnesitelnými bolestmi hlavy, místy i ztrátou řeči, a občas i výrazně slinil a musel odplivávat. Jeho postižení se stále výrazněji zhoršovalo.
V květnu 1948 se prezident Beneš ještě pokusil komunistům vzepřít, když odmítl podepsat novou československou ústavu, kterou bylo zlikvidováno demokratické státní zřízení. Měsíc poté, 7. června 1948 (abdikační listinu podepsal 2. června), abdikoval Beneš na úřad prezidenta, jeho nástupcem se pak stal Klement Gottwald. Dne 3. září roku 1948 Edvard Beneš zemřel v Sezimově Ústí. Zde v parku své vily je spolu se svou manželkou Hanou pochován.
Ferdinand Peroutka později o Benešovi v souvislosti s únorovými událostmi roku 1948 napsal: „Tento muž potřeboval klid, aby zápolil se svou nemocí. Místo toho se ocitl uprostřed tragédie.“

## Hodnocení odkazu
Po druhé světové válce byl stejně, jako pro prezidenta Masaryka, který byl známý jako „Prezident Osvoboditel“, vytvořen i pro Edvarda Beneše o něco méně používaný čestný titul, který ho označuje za „Prezidenta Budovatele“ či „Prezidenta Obnovitele“. S prezidentem Benešem je také spojeno standartové národní motto Věrni zůstaneme, které poprvé vyslovil na státním pohřbu prezidenta Masaryka 21. září 1937. To se jako zlidovělé stalo národním heslem druhého československého odboje.
V dubnu 2004 schválila Poslanecká sněmovna Parlamentu České republiky opakovaně přes předchozí veto Senátu zákon č. 292/2004 Sb., o zásluhách Edvarda Beneše tvořený větou „Edvard Beneš se zasloužil o stát.“ Prezident Václav Klaus tento zákon nevetoval, ale také nepodepsal, což vyvolalo spory, má-li na takové jednání dle ústavy právo.
Hodnocení role Edvarda Beneše v československých dějinách zůstává z řady pohledů kontroverzní, přestože se jednalo o bytostného demokrata. Vedle zásluh o vznik Československa a jeho poválečné obnovy v předmnichovské podobě s výjimkou Podkarpatské Rusi (Československo bylo díky Benešovu diplomatickému úsilí mezi vítěznými státy) stojí např. jeho politická porážka v době mnichovské krize roku 1938, uzavření smlouvy o spolupráci s SSSR v roce 1943, podpora poválečného vysídlení (spor o takzvané Benešovy dekrety)[zdroj?] či jeho spoluodpovědnost za úspěch únorového převratu roku 1948 a další sporná rozhodnutí, na kterých se účastnil. Edvard Beneš až příliš vycházel z úvahy, že Československo se může stát „mostem“ mezi Sovětským svazem a západními demokraciemi a napomoci tak stabilitě v Evropě. Věřil, že západní země přimějí SSSR k umírněnější politice prostřednictvím obchodního tlaku. Jako sociolog byl přesvědčen, že politika je „praktická sociologie“ a že jeho politika je vědecká.
Mezi zmiňované kontroverzní Benešovy kroky patří postoupení Podkarpatské Rusi Sovětskému svazu v roce 1945. Beneš několikrát vyjádřil svou ochotu souhlasit s připojením Podkarpatské Rusi k SSSR, což vyvrcholilo v březnu roku 1945, kdy poslal Stalinovi dopis, ve kterém píše o tom, že připojení „Zakarpatské Ukrajiny“ k SSSR považuje za samozřejmé. Tím porušil svou ústavní pravomoc, takovouto změnu by musel schválit parlament.
V květnu 2025 byla zveřejněna iniciativa zpravodajského portálu HlídacíPes.org, k níž se připojilo také několik novinářů, která požaduje k doplnění Benešovy sochy před budovou Ministerstva zahraničních věcí o tabulku s textem: "Edvard Beneš v letech 1943–1948 nesl jako prezident prozatímní exilové vlády a prezident republiky politickou zodpovědnost za to, že komunisté získali výsadní postavení ve státě. Po válce byl spoluzodpovědný za to, že v důsledku státem organizovaného násilí zahynuly desetitisíce obyvatel Československa. Další desítky tisíc lidí byly odvlečeny do Sovětského svazu. Miliony lidí ztratily domov a byly připraveny o majetek. Zabránil obnově demokracie a napomohl sovětizaci země. Ke všemu bezpráví mlčel." Iniciativu adresovanou Zastupitelstvu hlavního města Prahy následně odsoudila Společnost Edvarda Beneše, která argumenty signatářů označila za zjednodušující a historicky nepřesné.

## Památníky

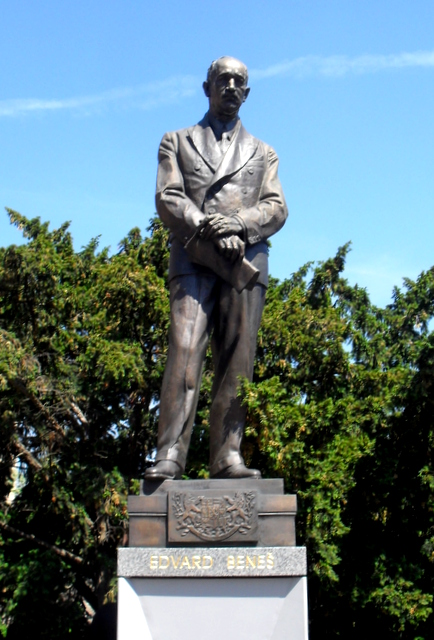
Socha na Loretánském náměstí

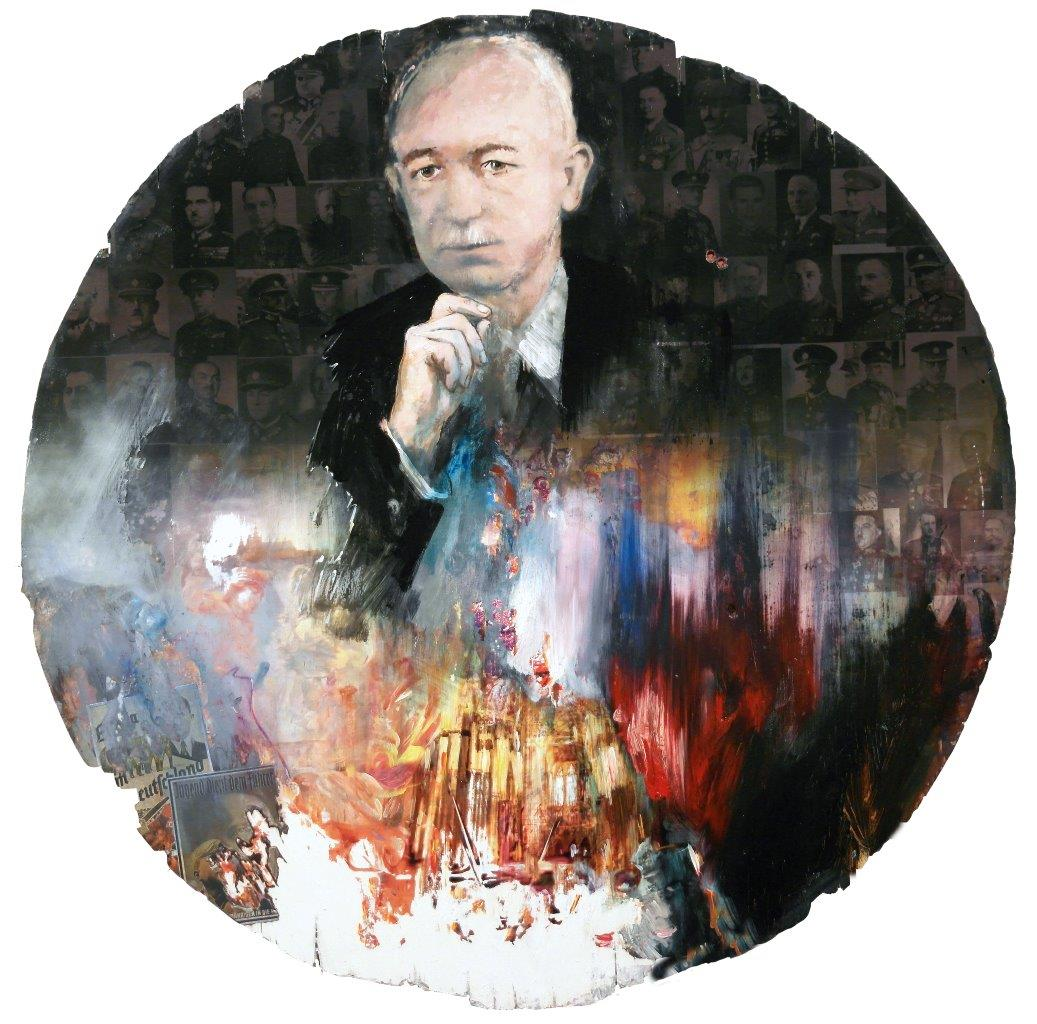
„Prezident Edvard Beneš“; autor: Pavel Vavrys; malba na dřevě - kruhový „střelecký terč“ o průměru 85 cm

Po skončení druhé světové války bylo v roce 1946 po Edvardu Benešovi pojmenováno dnešní Vítězné náměstí v Praze, které neslo název Náměstí dr. Edvarda Beneše. V jeho severozápadní části byl v roce 1947 odhalen monumentální pomník ve tvaru obelisku, který byl opatřen iniciály EB. Po plném uchopení moci komunisty byl tento pomník zničen a v roce 1952 bylo náměstí přejmenováno na Náměstí Říjnové revoluce.
Edvardu Benešovi bylo věnováno několik dalších památníků:
- Aš – památník s reliéfem Benešova obličeje před ZŠ na Okružní ulici.
- Aš – tzv. Benešův palouček, se nachází na státních hranicích s Německem na místě, kde Beneš utíkal v roce 1915.
- Brno – socha před Právnickou fakultou Masarykovy univerzity. Iniciátory pomníku byli gen. Emil Boček a plk. Jan Horal.[66]
- Praha – socha před Černínským palácem na Loretánském náměstí. Sochu financoval mecenáš válečných veteránů Jan Horal.[67] Slavnostní odhalení proběhlo 16. května 2005.[68]
- Český Krumlov – busta na nádvoří Hotelu Růže společně s bustou T. G. Masaryka a památníkem českokrumlovským letcům za 2. světové války. Iniciátorem umístění obou památníků byl Jan Horal. Slavnostní odhalení proběhlo 28. května 2004. Pietní místo po smrti Jana Horala zaniklo.[69][70]
- České Budějovice – Busty E. Beneše a T. G. Masaryka přemístěné z pietního místa v Českém Krumlově nově se nacházející na zahradě vily Lischoli patřící firmě KOH-I-NOOR Hardtmuth. Slavnostní odhalení proběhlo 28. října 2013.[71] Zahrada s pietním místem je volně přístupná.
- Sezimovo Ústí – památník s bustou Edvarda Beneše (na hrobce EB a HB, na tzv. „Husově kazatelně“), přístupná také zrekonstruovaná Benešova vila v blízké zahradě.
- Kožlany – socha v parku a škola, kterou navštěvoval.
- Mladá Boleslav – socha Edvarda Beneše a T. G. Masaryka na konci Masarykovy třídy uprostřed parku.
- Štětí – sousoší Edvarda Beneše a T. G. Masaryka z roku 1938.
- Znojmo – památník s bustou Edvarda Beneše a Tomáše Garrigue Masaryka.
- Žatec – busta E. Beneše před autobusovým nádražím postavená z vděčnosti Volyňských Čechů
- Londýn – pamětní deska ve čtvrti Putney na domě, kde během londýnského exilu ze začátku Edvard Beneš bydlel

Válečný veterán a podnikatel Jan Horal byl iniciátorem myšlenky plošného pokrytí republiky Benešovými sochami, jež by stály v každém větším (patrně se rozumělo v krajském) městě. V menších sídlech by je pak doplňovaly pamětní desky či benešovské busty. Sochy měly mít jednotný vzhled a mohly by tak být vyráběny laciněji a takřka sériově. Jan Horal pro svůj nápad získal podporu řady členů ze Svazu letců České republiky, Českého svazu bojovníků za svobodu a Československé obce legionářské. K funkci takových pomníků Jan Horal řekl: „Jde nám především o to, aby si české děti jednou nemyslely, že prvním poválečným prezidentem Československa byl Klement Gottwald.“  Z plánů na plošné pokrývání republiky Benešovými pomníky a bustami nakonec sešlo.
Dne 18. června 1936 byl Edvard Beneš jmenován čestným občanem města Kroměříž.

## Dílo
- Le problème autrichien et la question tchèque – 1908
- Otázka národnostní – Praha 1909
- Stručný nástin vývoje moderního socialismu – Praha 1910–11
- Stranictví. Sociologická studie – Praha 1912
- Mravní soustavy v soudobé francouzské filosofii – Praha 1913
- Le socialisme autrichien et la guerre – Paříž 1915
- Détruisez l'Autriche-Hongrie – Paříž 1916
- Vers la paix future – Genève 1916
- La Boemia contro l'Austria-Ungeria – Locarno 1917
- Bohemia's Case for Independence – Washington 1917
- K budoucímu míru – Praha 1919
- Válka a kultura – Praha 1922
- Zahraniční politika a demokracie – Praha 1923
- Smysl československé revoluce – Praha 1923
- Nesnáze demokracie (s T.G. Masarykem) – Praha 1924
- Locarno a svaz národů – Praha 1925
- Problém malých národů po světové válce (v T. G. Masaryk: Problém malých národů v evropské krisi) – Praha 1926
- Světová válka a naše revoluce. Vzpomínky a úvahy z bojů za svobodu národa. I–III – Praha 1927–1928, 1994
- Demokratická armáda, pacifismus a zahraniční politika – Praha 1931
- La France et la nouvelle Europe – 1931
- Boj o mír a bezpečnost státu – Praha 1934
- Politická činnost a filosofie T. G. Masaryka – Praha 1935
- Masarykova cesta a odkaz – Praha 1937
- Democracy Today and Tomorrow – New York 1939, Londýn 1939, 1940
Demokracie dnes a zítra – Londýn 1942, Praha 1946, 1948, 1999
- Tři roky druhé světové války. Projevy a dokumenty z r. 1938–1942 – Londýn 1942
- Projev presidenta republiky Dr. Edvarda Beneše na Staroměstském náměstí v Praze 16. května 1945 – Praha 1945
- Naše slovanská politika – Londýn 1943
Úvahy o slovanství. Hlavní problémy slovanské politiky – (Vydal týdeník Londýn 1944, Praha 1947, 1948
- Šest let exilu a druhé světové války, Řeči, projevy a dokumenty z r. 1938–45 – (Vydal týdeník „Čechoslovák“ v Londýně) Londýn 1945, Praha 1946, 1947
- Paměti. Od Mnichova k nové válce a k novému vítězství – Praha 1947, 1948
- Mnichovské dny – Londýn, 1948, 1955, 1958, Praha 1968
- Odsun Němců z Československa: výbor z Pamětí, projevů a dokumentů 1940–1947. Praha 1996, 2002. ISBN 80-85926-06-7 a ISBN 80-85926-34-2.

## Obraz Edvarda Beneše ve filmu
Vzniklo několik filmů, které se zabývaly obdobím 1938–1948, které bylo klíčové jak pro stát, který Edvard Beneš zastupoval, tak pro Edvarda Beneše samotného.
Herečtí interpreti:
| Jiří Pleskot                | Dny zrady, režie Otakar Vávra (1973)        |
| Martin Finger a Jan Novotný | České století, režie Robert Sedláček (2013) |
| Oldřich Kaiser              | Masaryk, režie Julius Ševčík (2016)         |
| Jaroslav Kubera             | Toman, režie Ondřej Trojan (2018)           |
| Viktor Preiss               | Anatomie zrady, režie Biser Arichtev (2020) |